# Konståkning vid olympiska vinterspelen 1928 – Par
- 16 februari 1928

Det var 26 deltagare från 10 nationer.

## Medaljer
| Gren | Guld                            | Silver                         | Brons                              |
| Par  | (FRA) Andrée Joly Pierre Brunet | (AUT) Lilly Scholz Otto Kaiser | (AUT) Melitta Brunner Ludwig Wrede |

## Resultat
| Plats | Utövare                                | Land            | Stilpoäng |
| ----- | -------------------------------------- | --------------- | --------- |
| 1     | Andrée Joly Pierre Brunet              | Frankrike       | 100,50    |
| 2     | Lilly Scholz Otto Kaiser               | Österrike       | 99,25     |
| 3     | Melitta Brunner Ludwig Wrede           | Österrike       | 93,25     |
| 4     | Beatrix Loughran Sherwin Badger        | USA             | 87,50     |
| 5     | Ludowika Jakobsson Walter Jakobsson    | Finland         | 84,00     |
| 6     | Josy Van Leberghe Robert Van Zeebroeck | Belgien         | 83,00     |
| 7     | Ethel Muckelt John Page                | Storbritannien  | 79,00     |
| 8     | Ilse Kishauer Ernst Gaste              | Tyskland        | 75,75     |
| 9     | Theresa Blanchard Nathaniel Niles      | USA             | 69,00     |
| 10    | Maude Smith Jack Eastwood              | Kanada          | 67,25     |
| 11    | Elvira Barbey Louis Barbey             | Schweiz         | 64,75     |
| 12    | Libuše Veselá Vojtěch Veselý           | Tjeckoslovakien | 60,00     |
| 13    | Kathleen Lovett Proctor Burman         | Storbritannien  | 57,75     |

Huvuddomare:
- M. V. Lundquist

Domare:
- MM. H. Burger
- Sakari Ilmanen
- J.G. Künzli
- Joel B. Libermann
- Walter Muller
- Francis Pigueron
- Thomas D. Richardson
- Dr Sliva
- Edourd Delphy